# Miley Smile/Stage Recall
Miley Smile/Stage Recall er en LP af Burnin Red Ivanhoe, der blev udgivet i 1972. Den blev indspillet d. 16. april, 1972 i Rosenberg studio i København med Ivar Rosenberg som producer og lydtekniker. Billeder er taget af Ebbe Nyvold.
Den 10. april opløste Karsten Vogel Burnin Red Ivanhoe og ugen efter indspillede bandet på en dag otte sange live i studiet. Af de otte sange var Ivanhoe i Brøndbyerne, Indre Landskab og Rotating Irons tidligere blevet udgivet.

## Indhold
Side 1
1. "Ivanhoe I Brøndbyerne" (Vogel) 1:50
2. "I Want The Rest Of My Life Surrounded With Money" (Vogel) 5:30
3. "Indre Landskab" (Vogel-Wille) 5:43
4. "A Monster Song" (Ole Fick) 4:47
5. "Red River Rock" (Trad.) 1:55

Side 2
1. "Bareback Rider" (Vogel) 8:50
2. "Rotating Irons" (Vogel-Wille) 6:17
3. "Goodbye" (Vogel) 3:30

Total tid: 38:22